# Muricy Ramalho
Muricy Ramalho (Sao Paulo, Brasil, 30 de noviembre de 1955) es un exfutbolista y entrenador de fútbol brasileño. Fue elegido el mejor entrenador del torneo brasileño durante cuatro años consecutivos desde el 2005 al 2008, período en que dirigió a importantes clubes de Brasil como Internacional, São Paulo, con el que ganó tres Brasileirão consecutivos, y Palmeiras, entre otros. El 23 de julio de 2010 fue propuesto como director técnico de la Selección de fútbol de Brasil en reemplazo de Dunga, cargo que no aceptó para quedarse en Fluminense, donde ganaría nuevamente el Campeonato Brasileño. Más tarde, en el 2011, firmó como entrenador del Santos Futebol Clube y logró conquistar la Copa Libertadores 2011 y la Recopa Sudamericana 2012.

## Clubes

### Como jugador
| Equipo    | País   | Año       |
| --------- | ------ | --------- |
| São Paulo | Brasil | 1973-1978 |
| Puebla FC | México | 1979-1985 |

### Como entrenador
| Equipo           | País   | Año       |
| ---------------- | ------ | --------- |
| Puebla FC        | México | 1993      |
| São Paulo        | Brasil | 1994-1996 |
| Guarani          | Brasil | 1997      |
| Shanghái Shenhua | China  | 1998      |
| Ituano FC        | Brasil | 1999      |
| Botafogo FC      | Brasil | 1999      |
| Santa Cruz       | Brasil | 2000      |
| Náutico          | Brasil | 2001-2002 |
| Figueirense      | Brasil | 2002      |
| Internacional    | Brasil | 2002-2003 |
| São Caetano      | Brasil | 2004      |
| Internacional    | Brasil | 2004-2005 |
| São Paulo        | Brasil | 2006-2009 |
| Palmeiras        | Brasil | 2009-2010 |
| Fluminense       | Brasil | 2010-2011 |
| Santos           | Brasil | 2011-2013 |
| São Paulo        | Brasil | 2013-2015 |
| Flamengo         | Brasil | 2016      |

## Palmarés

### Como jugador

#### Torneos regionales
| Título              | Equipo    | Región                   | Año  |
| ------------------- | --------- | ------------------------ | ---- |
| Taça Rio–São Paulo  | São Paulo | Río de Janeiro São Paulo | 1975 |
| Campeonato Paulista | São Paulo | São Paulo                | 1977 |

#### Torneos nacionales
| Título              | Equipo    | País   | Año     |
| ------------------- | --------- | ------ | ------- |
| Serie A             | São Paulo | Brasil | 1977    |
| Campeonato Mexicano | Puebla FC | México | 1982-83 |

### Como entrenador

#### Torneos regionales
| Título                  | Equipo        | Región             | Año  |
| ----------------------- | ------------- | ------------------ | ---- |
| Campeonato Pernambucano | Náutico       | Pernambuco         | 2001 |
| Campeonato Pernambucano | Náutico       | Pernambuco         | 2002 |
| Campeonato Gaúcho       | Internacional | Río Grande del Sur | 2003 |
| Campeonato Paulista     | São Caetano   | São Paulo          | 2004 |
| Campeonato Gaúcho       | Internacional | Río Grande del Sur | 2005 |
| Campeonato Paulista     | Santos        | São Paulo          | 2011 |
| Campeonato Paulista     | Santos        | São Paulo          | 2012 |

#### Torneos nacionales
| Título     | Equipo           | País   | Año  |
| ---------- | ---------------- | ------ | ---- |
| Copa China | Shanghái Shenhua | China  | 1998 |
| Serie A    | São Paulo        | Brasil | 2006 |
| Serie A    | São Paulo        | Brasil | 2007 |
| Serie A    | São Paulo        | Brasil | 2008 |
| Serie A    | Fluminense       | Brasil | 2010 |

#### Torneos internacionales
| Título                  | Equipo    | Sede       | Año  |
| ----------------------- | --------- | ---------- | ---- |
| Copa Conmebol           | São Paulo | Montevideo | 1994 |
| Copa Máster de Conmebol | São Paulo | Cuiabá     | 1996 |
| Copa Libertadores       | Santos    | San Pablo  | 2011 |
| Recopa Sudamericana     | Santos    | San Pablo  | 2012 |